# Hurts 2B Human
Albums de P!nk
Beautiful Trauma
(2017) All I Know So Far: Setlist
(2021)
Singles
1. Walk Me Home
Sortie : 20 février 2019
2. Hustle
Sortie : 28 mars 2019
3. Can We Pretend
Sortie : 28 juin 2019
4. Hurts 2B Human
Sortie : 18 septembre 2019

Hurts 2B Human est le huitième album studio de la chanteuse américaine P!nk, sorti le 26 avril 2019. 
L'album se classe numéro un au Royaume-Uni et aux États-Unis.
Le premier single Walk Me Home sort le 20 février 2019.
Le deuxième single Hustle sort le 28 mars 2019.
Le troisième single Can We Pretend sort le 28 juin 2019.

Entre-temps (le 18 juin 2019), une vidéo de 90 Days a été mise en ligne sur le compte officiel PinkVevo. Elle a été réalisée par l'un des danseurs de P!nk, Rémi Bakkar. Cependant, il ne s'agit pas d'un single. 
Le quatrième single Hurts 2B Human sort le 18 septembre 2019. Pour ce clip, une vidéo du Behind The Scenes sort le 27 septembre 2019.

Le jour de la sortie de l'album, l'intégralité des titres sont mis en écoute sur la chaîne officielle PinkVevo sur YouTube.

## Liste des titres
| 1.    | Hustle                                     | P!nk, Dan Reynolds, Jorgen Odegard                                                                       | 2:55 |
| 2.    | (Hey Why) Miss You Sometime                | P!nk, Max Martin, Shellback                                                                              | 3:23 |
| 3.    | Walk Me Home                               | P!nk, Scott Harris, Nate Ruess                                                                           | 2:59 |
| 4.    | My Attic                                   | Julia Michaels, Ilsey Juber, Freddy Wexter                                                               | 3:02 |
| 5.    | 90 Days (featuring Wrabel)                 | P!nk, Wrabel, Steve Robson                                                                               | 3:50 |
| 6.    | Hurts 2B Human (featuring Khalid)          | P!nk, Teddy Geiger, Scott Harris, Anna-Catherine Hartley, Alexander "Xplicit" Izquierdo, Khalid Robinson | 3:22 |
| 7.    | Can We Pretend (featuring Cash Cash)       | P!nk, Ryan Tedder, Cash Cash (Jean-Paul Makhlouf, Alex Makhlouf, Samuel Frisch)                          | 3:44 |
| 8.    | Courage                                    | P!nk, Greg Kurstin, Sia Furler                                                                           | 4:19 |
| 9.    | Happy                                      | P!nk, Teddy Geiger, Sasha Sloan, Steph Jones                                                             | 3:01 |
| 10.   | We Could Have It All                       | P!nk, Greg Kurstin, Beck Hansen                                                                          | 4:33 |
| 11.   | Love Me Anyway (featuring Chris Stapleton) | P!nk, Allen Shamblin, Tom Douglas                                                                        | 3:08 |
| 12.   | Circle Game                                | P!nk, Greg Kurstin                                                                                       | 4:54 |
| 13.   | The Last Song of Your Life                 | P!nk, Billy Mann                                                                                         | 3:53 |
| 47:03 |                                            | |      |

| 14. | More | P!nk | 3:50 |

## Anecdote
Le titre Courage a été utilisé dans la bande originale du film Les Chevaliers du Zodiaque sorti en 2023.